# IC 3556
IC 3556 — галактика типу SB0 (компактна витягнута галактика) у сузір'ї Волосся Вероніки.
Цей об'єкт міститься в оригінальній редакції індексного каталогу.